# جاك ريان (مصمم)
جاك ريان (بالإنجليزية: Jack Ryan)‏ (12 نونبر 1926 - 19 غشت 1991)  هو مصمم أمريكي ، و ظهر بصورة شعبية في تصميم الدمية باربي، العجلات الساخنة و شاتي كاتي . و هو الزوج السادس لزازا غابور. و لديه أخ، جيم ريان ، و هو أيضا مخترع ، و لديه ابن أخته، جون غيليسي، الذي هو الرئيس التنفيذي لشركة أمنية سحابة أوت صفر .